# Findhorn Foundation
De Findhorn Foundation is een Schotse charitatieve vereniging, geregistreerd in 1972, en gevormd door de spirituele gemeenschap in Findhorn Ecovillage, een van de grootste intentionele gemeenschappen in het Verenigd Koninkrijk. Het is de thuisbasis van duizenden inwoners uit meer dan 40 landen. De stichting leidt diverse educatieve programma's voor de Findhorn-gemeenschap. Ook zijn er ongeveer 40 Europese bedrijven als de Findhorn Press, en een centrum voor alternatieve geneeskunde. De thuisbasis werd in 1962 opgericht als een commune, op een caravanstalling in Findhorn Bay, door Eileen Caddy, Peter Caddy en Dorothy Maclean. De Findhorn Foundation en de omliggende gemeenschap Findhorn Ecovillage in het park, gelegen in het dorp Findhorn in het raadsgebied Moray, is nu de thuisbasis van meer dan 400 mensen. De gemeenschap heeft geen formele doctrine of geloof. Het biedt een scala aan workshops, programma's en evenementen in de omgeving van een ecodorp. De programma's zijn bedoeld om de deelnemers praktische ervaring bij te brengen van hoe je spirituele waarden in het dagelijks leven kunt toepassen. Ongeveer 3000 deelnemers per jaar afkomstig uit de hele wereld nemen deel aan de programma's.